# Benitachell
El Poble Nou de Benitatxell (in valenciano) o Benitachell (in castigliano) è un comune spagnolo situato nella comunità autonoma Valenciana.